# Sebastian Fagerlund
Sebastian Fagerlund, né le 6 décembre 1972, est un compositeur finlandais.

## Biographie
Sa production couvre une grande variété de genre allant de l'opéra à la musique de chambre et des œuvres pour instruments solo.
Les plus importants sont ses concertos et ses œuvres pour orchestre. Au cours des années 2013-2019, Fagerlund a été directeur artistique du Rusk Chamber Music Festival à Jakobstad, en Finlande.
Durant la saison 2016-2017, il est le compositeur en résidence au Concertgebouw d'Amsterdam et, en 2018, le compositeur invité invité au festival de musique d'Aspen.

## Œuvre
- Concerto pour clarinette (2005–2006)
- Quatuor à cordes no 1 « Verso l’interno » (2007)
- Isola pour orchestre (2007)
- Scherzic pour alto et violoncelle (2008)
- Partita pour cordes et percussion (2007–2009)
- Fuel, six miniatures pour clarinette, violoncelle et piano (2010)
- Sonate pour clarinette et piano (2010)
- Döbeln, opéra en deux actes sur un livret en finlandais et suédois de Jusa Peltoniemi (2010)
- Ignite pour orchestre (2010) — Œuvre couronnée du prix Teosto (fi) 2011.
- Oceano pour trio à cordes (2011)
- Concerto pour violon « Darkness in Light » (2012)
- Woodlands, pour basson seul (2012) Composé pour Bram van Sambeek (en), en tant que préparation au Concerto « Mana ».
Le compositeur décrit[2] le morceau comme sortant « d’une idée abstraite d’un monde mystique, Woodlands, où tous les divers éléments musicaux présents dans la pièce interagissent et se développent, finissant par se rencontrer dans le registre aigu du basson pour former un monde sonore où passé et présent coexistent. »
- Transient Light, pour cor, violon, violoncelle et piano (2013)
- Transit, concerto pour guitare (2013)
- Mana, concerto pour basson et orchestre (2013–2014) Commande des orchestres symphoniques de Göteborg et de Lahti, ainsi que du Trust Borletti-Buitoni (en), pour Bram van Sambeek, qui a enregistré l'œuvre pour le label BIS.
- Strings to the Bone pour orchestre á cordes (2015)
- Stonework pour orchestre (2015 ; trilogie I)
Les trois pièces de la trilogie, qui peuvent se jouer indépendamment sont « reliées par les mêmes matériaux musicaux de base » […] et « ont recours à un grand orchestre symphonique aux proportions semblables, ne différant que par le choix des instruments de percussion. » […] « Le nom Stone work se réfère aux monticules de pierres faites à la main dans diverses ères, servant de points de repère ou dans des rituels chamaniques[3]. »
- Höstsonaten [« Sonate d’automne »], opéra en deux actes sur un livret de Gunilla Hemming (sv) d'après le script du film (1978) d'Ingmar Bergman (création Helsinki, Opéra national, 8 septembre 2017 ; pub. Edition Peters)
L'œuvre est la seconde commande de l'opéra national Finlandais (après Döbeln). L'opéra est dédié à la mezzo-soprano Anne Sofie von Otter, qui incarne le rôle de Charlotte lors de la création ; l'enregistrement est publié par le label BIS.
- Drifts pour orchestre (2017 ; trilogie II)
« Drifts s’inspire des accumulations causées par le vent ou de l’eau coulante. »
- Water Atlas pour orchestre (2017–2018 ; trilogie III) — Commande conjointe du Concertgebouw d'Amsterdam de l’Orchestre symphonique de la BBC et l’Orchestre symphonique de la Radio finlandaise. Création à Amsterdam en avril 2018, par Orchestre philharmonique de la Radio des Pays-Bas, dirigé par Osmo Vänskä[4].
« Water Atlas est la plus longue œuvre de la trilogie. » Malgré le titre qui se réfère à l'eau, le compositeur précise que la pièce n’est pas de la musique à programme. « L’eau est traitée comme un élément plus général, philosophique et abstrait. » Fagerlund s’intéressant « ici à l’éternel cycle de l’eau, des mers et des corps d’eau, de l’évaporation de l’eau et de son retour sur terre sous forme de pluie […][4]. »
- Quatuor à cordes nº 2 « From the Ground » (2017)
- Fuel II, six miniatures pour flûte, clarinette, violon, violoncelle et piano (2018)
- Woodlands Variations pour basson et quatuor á cordes (2018)
- Nomade, pour violoncelle et orchestre (2018) — commande de l'Orchestre de la NDR de Hambourg et créé le 15 février 2019, sous la direction de Hannu Lintu[5].
« Le titre du concerto pour violoncelle « Nomade » se réfère d’une manière abstraite à la recherche et au mouvement[5]. »
- Chamber Symphony pour orchestre (2021)
- Concerto pour flûte et orchestre Terral (2021)
- Beneath pour orchestre á cordes (2022)
- Remain pour violon, violoncello et piano (2022)
- Concerto pour violon, violoncelle, piano et orchestre Lanterna (2023)
- Concerto pour contrebasse et orchestre Arcantio (2023)
- Helena's Song pour violon et orchestre (2023)

## Discographie
- Concerto pour clarinette ; Partita pour cordes et percussion ; Isola – Christoffer Sundqvist, clarinette ; Orchestre symphonique de Gothenburg, dir. Dima Slobodeniouk (juin 2008 et juin 2010, SACD BIS BIS-1707) (OCLC 811451855)
- Döbeln – Anu Komsi, soprano ; Annika Mylläri, soprano ; Lasse Penttinen, ténor ; Sören Lillkung, baryton ; Robert McLoud, basse ; Coast Kokkola Opera, Orchestre du festival de l'opéra de Kokkola, dir. Sakari Oramo (octobre 2009, SACD BIS BIS-1780) (OCLC 670040762)
- Concerto pour violon – Pekka Kuusisto, violon ; Orchestre symphonique de la radio finlandaise, dir. Hannu Lintu (2011, SACD BIS BIS-2093) (OCLC 915035976)
- Mana, concerto pour basson ; Woodlands pour basson seul – Bram van Sambeek, basson ; Orchestre symphonique de Lahti, dir. Okko Kamu (janvier 2015, SACD BIS BIS-2206) (OCLC 1114105287) — avec le concerto de Kalevi Aho et Solo V pour basson seul.
- Drifts ; Stonework ; Transit* – Ismo Eskelinen (fi), guitare* ; Orchestre symphonique de la radio finlandaise, dir. Hannu Lintu (février, mars, août 2016 et juin 2017, BIS) (OCLC 1031318642)
- Höstsonaten – Anne Sofie von Otter, mezzo-soprano (Charlotte Andergast) ; Erika Sunnegårdh, soprano (Eva) ; Helena Juntunen, soprano (Helena) ; Tommi Hakala, baryton (Viktor) ; Nicholas Söderlund, basse (Leonardo) ; Chœur et orchestre de l'Opéra de Finlande, dir. John Storgårds (septembre 2017, BIS) (OCLC 1223505128)
- Nomade ; Water Atlas – Nicolas Altstaedt, violoncelle ; Orchestre symphonique de la radio finlandaise, dir. Hannu Lintu (2019, SACD BIS BIS-2455)[6]
- Oceano ; Fuel ; Transient Light ; Sonate pour clarinette et piano ; Scherzic ; Quatuor à cordes no 1 – Quatuor Meta4 (de) ; Hervé Joulain, cor ; Christoffer Sundqvist (en), clarinette ; Paavali Jumppanen (fi), piano (avril 2017/avril et septembre 2019, SACD BIS BIS-2324)
- Breathe - Trio Klangspectrum, GENUIN
- Terral - Strings to the Bone, Chamber Symphony, Sharon Bezaly, flûte, Tapiola Sinfonietta, dir. John Storgårds, BIS-2639